# Lajos Biró

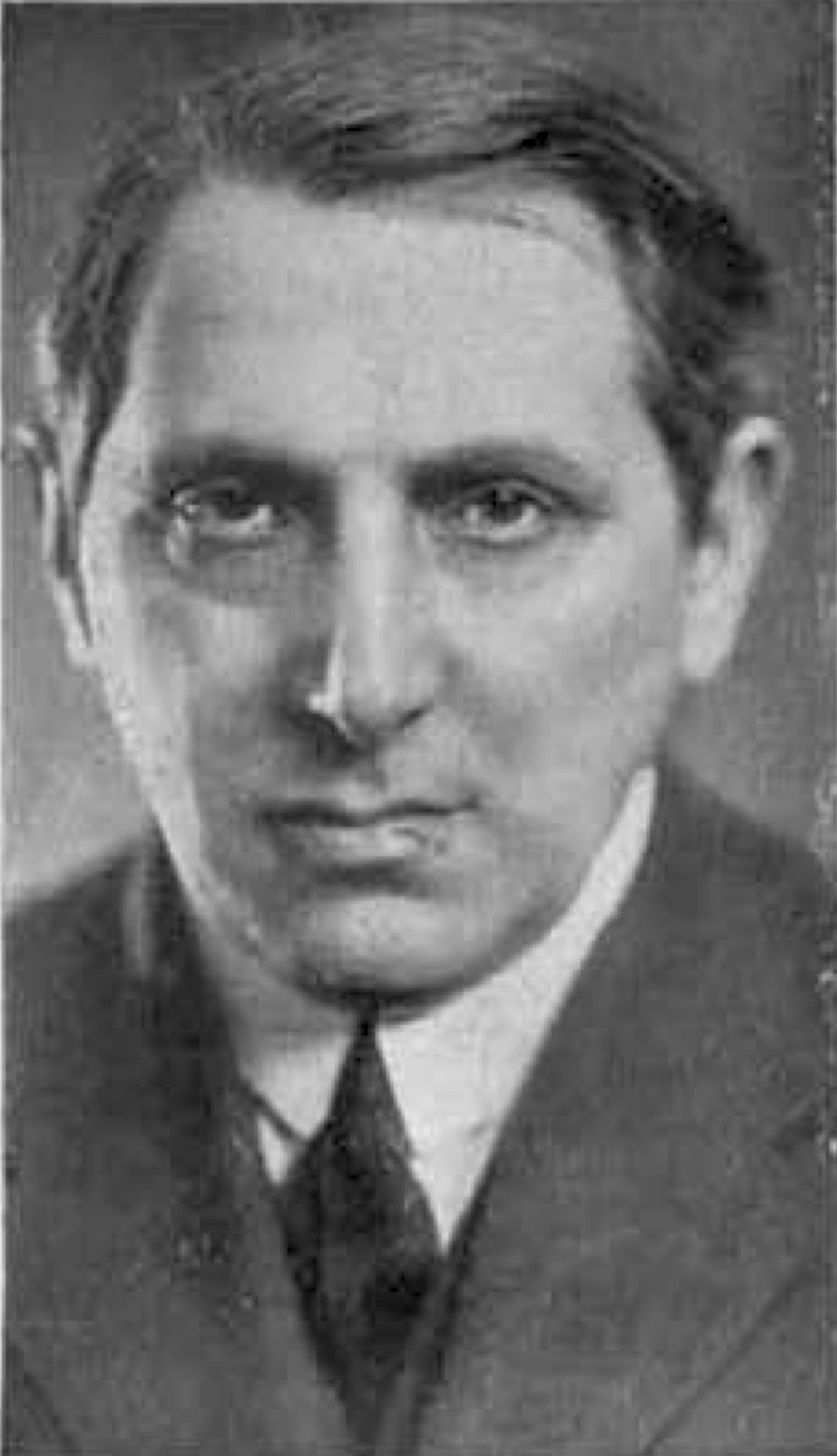
Lajos Biró (1931)

Lajos Biró (geboren als Ludwig Blau am 22. August 1880 in Nagyvárad, Österreich-Ungarn; gestorben am 9. September 1948 in London) war ein britischer Drehbuchautor ungarischer Abstammung, der insbesondere durch seine Zusammenarbeit mit dem Filmregisseur Alexander Korda bekannt wurde.

## Leben
Ludwig Blau magyarisierte seinen Namen in Lajos Biró. Er begann als Redakteur bei der liberalen Zeitung Budapesti Napló und ging von 1906 bis 1909 nach Berlin. Am Ende des Ersten Weltkrieges war er Staatssekretär im Ungarischen 
Außenministerium, 1919 floh er nach Wien. 
Biró begann eine Karriere als Drehbuchautor in der Filmindustrie und wirkte im Laufe der Zeit bei der Entstehung von rund 50 Filmen mit.
Während der Stummfilmzeit war er zunächst bei deutschen Produktionen tätig und gab sein Debüt als Autor der Zwischentitel für Don Juans drei Nächte (1917). Kurz darauf traf er den ebenfalls aus Ungarn stammenden Filmregisseur Alexander Korda und wurde später (in den 1930er Jahren) Chefautor von dessen Produktionsgesellschaft London Film Productions. Zu den wichtigsten gemeinsamen Filmen von Korda und Biró gehören Prinz und Bettelknabe (1920), Eine versunkene Welt (1922), der nach Birós Roman Serpoletto entstand, Tragödie im Hause Habsburg (1924) sowie Eine Dubarry von heute (1927).
Daneben arbeitete er aber auch mit anderen namhaften Regisseuren zusammen und schrieb die Drehbücher oder Zwischentitel für Filme wie Das Haus Molitor (1922) von Hans Karl Breslauer, Das verbotene Paradies (1924), das Ernst Lubitsch nach Birós Schauspiel The Czarina inszenierte, Hotel Stadt Lemberg (1927) von Mauritz Stiller nach seiner Erzählung Színmü négy felvonásban, Der Herzensdieb (1927) von Nils Chrisander nach seiner Erzählung A Rablólovag und Der Weg allen Fleisches (1927) von Victor Fleming.
Bei der ersten Oscarverleihung 1929 wurde er für einen Oscar in der Kategorie beste Originalgeschichte für Sein letzter Befehl (1928) mit Emil Jannings nominiert, unterlag jedoch Ben Hecht, der den Oscar für Unterwelt (1927) bekam.
Seine Mitarbeit setzte sich auch mit dem Beginn des Tonfilms fort und so folgten Filme wie Seitensprünge (1931) von Steve Sekely. Zu Beginn der 1930er Jahre begann schließlich auch seine Mitarbeit als Drehbuch-, Vorlagen- oder Dialogautor in englischsprachigen Produktionen wie Das Privatleben Heinrichs VIII. (1933) von A. Korda, Katharina die Große (1934) von Paul Czinner, der wiederum auf seinem Theaterstück The Czarina basierte, Das Privatleben des Don Juan (1934) von A. Korda, Die scharlachrote Blume (1934) von Harold Young, Rembrandt (1936) von A. Korda, Der Mann, der die Welt verändern wollte (1936) von Lothar Mendes, Was kommen wird (1936) von H. G. Wells, Unter der roten Robe (1937) von Victor Sjöström, Besuch zur Nacht (1938) von Tim Whelan, Gefahr am Doro-Paß (1938) von Alexander Kordas jüngerem Bruder Zoltan Korda, Pusztaliebe (1939) von Géza von Bolváry, Vier Federn (1939) von Z. Korda, Hotel Imperial (1939) von Robert Florey, der nach Birós Erzählung Színmü négy felvonásban entstand, Der Dieb von Bagdad (1940) von Tim Whelan, Ludwig Berger und Michael Powell, Fünf Gräber bis Kairo (1943) von Billy Wilder sowie Ein idealer Gatte (1947) von A. Korda.
Als Drehbuchautor arbeitete er teilweise auch mit anderen namhaften Autoren wie Carl Zuckmayer (Rembrandt, 1936) oder Hans Gustl Kernmayr (Pusztaliebe, 1939) zusammen.